# Chloephaga picta

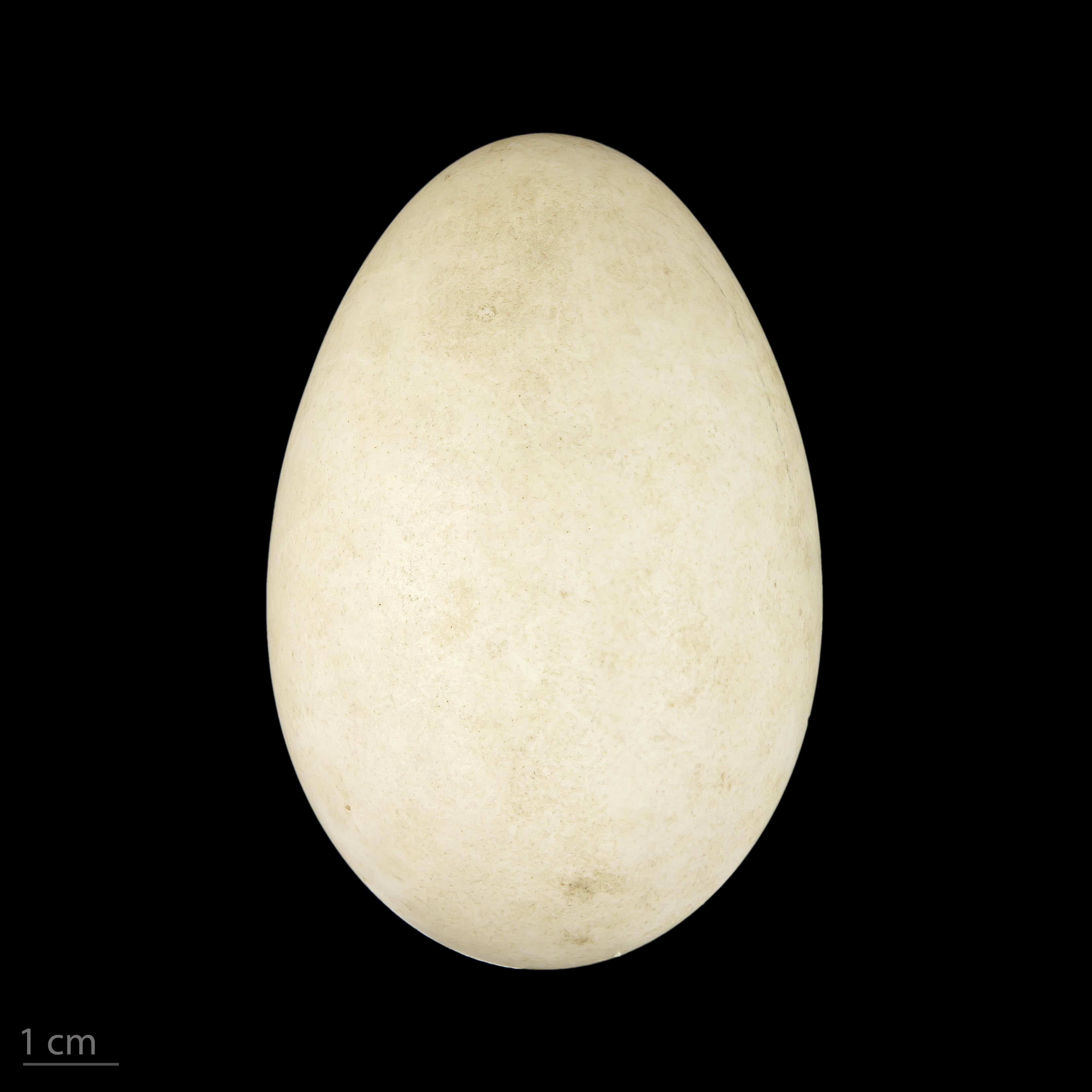
Trứng Chloephaga picta

Chloephaga picta là một loài chim trong họ Vịt.
Đây là loài bản địa ở phần phía nam của Nam Mỹ. Thân dài 60–72,5 cm (23,6–28,5 in) và cân nặng 2,7–3,2 kg (6,0–7,1 lb). Chim trống có đầu và ngực trắng còn chim mái có màu nâu với đôi cánh sọc đen và chân màu vàng.